# باتمیور
باتمیور (به فرانسوی: Botmeur) یک کمون (فرانسه) در فرانسه است که در canton of Huelgoat واقع شده‌است. باتمیور ۱۳٫۶۲ کیلومتر مربع مساحت دارد.